# 费尔法克斯 (南达科他州)
费尔法克斯（英語：Fairfax），是美国南达科他州下属的一座城市。根据2010年美国人口普查，该市有人口113人。论人口在本州排行第225。